# Десант у губі Велика Західна Ліца (1942)
Десант у губі Велика Західна Ліца — бойові дії, котрі велися протягом 28 квітня — 13 травня 1942 року десантом, висадженим радянським Північним флотом під час Мурманської операції німецько-радянської війни.

## Задум операції
Важлива роль відводилася десанту в губі Західна Ліца при плануванні Мурманської операції; завдання десантників було знищити сили противника, котрі тримали оборонні позиції по берегу губи на узбережжі Мотовської затоки. Після того силами десанту від мису Пікшуєв мав проводитися наступ у напрямку села Велика Ліца та взята під контроль дорога, по якій проводилося постачання німецьких сил в районі губи Західна Ліца — Мішуково — Титовка, цим самим сприяючи основним сухопутним силам в наступі.
В перший день операції мала проводитися висадка десанту, до нього виділяється 12-та бригада морської піхоти Північного флоту (командир — полковник В. В. Рассохін) та розвідувальний загін Північного флоту.
Чисельність десанту складала 6235 осіб (в інших джерелах — 6256), котрі на озброєнні мали 4775 гвинтівок, 146 автоматів, 76 82-мм мінометів, 61 ручний, 19 станкових та 11 зенітних кулеметів, 7 45-мм гармат.
Керівництво операцією здійснював командуючий флотом віце-адмірал Арсеній Головко, десантними силами — командир охорони водного району флоту каперанг Василь Платонов.
Для підтримки десанту зі складу Мурманського укріпленого району виділяється група з двох батарей 120-міліметрових та двох батарей 130-мм гармат, ескадрений міноносець, 2 сторожові кораблі, 9 сторожових катерів, до 200 літаків Північного флоту та Карельського фронту. З моря район десанту північніше півострова Середній прикривали кілька підводних човнів.
Одним з недоліків, допущених при плануванні операції, була відсутність прямого зв'язку між командиром групи та командиром десанту, через що артилерійський обстріл здійснювався не за цілевказуванням десанту, а по цілях, які самостійно вибирали артилеристи; відсутнім було коректування вогню.

## Перебіг бойових дій
В ніч проти 28 квітня десант висаджується приховано без артилерійської підготовки на ділянці узбережжя по фронту в 6 кілометрів, в трьох точках; німецькі частини на узбережжі губи були захоплені зненацька та серйозного опору не чинили. Для відведення уваги в губі Титовка діяв «демонстративний» десант — 170 моряків під керунком лейтенанта В. М. Леонова. До 8-ї години ранку були зайняті точки висадження, на кінець дня вони об'єднані в один плацдарм — по фронту довжиною до 7 та вглиб до 5 кілометрів. В повітряних боях над Мотовською затокою було збито 4 радянські «Харікейни», ще 2 пошкоджено, зуміли повернутися; нацисти втратили один «Юнкерс».
У боях 29 квітня десантники збільшують плацдарм у напрямі до дороги — вздовж фронт сягнув 11 кілометрів; було зайнято штурмом 3 німецькі укріплені пункти, в яких гарнізони складали до 2 рот з мінометами та кулеметами. Авіагрупи німецького 5-го повітряного флоту отримують наказ завдавати ударів не лише по плацдарму, а й по кораблях забезпечення.
Проте бої затяглися, час було втрачено, десант не зміг перерізати дорогу від річки Західна Ліца до Титовки — німецькі сили отримали підкріплення та проводили постійні контратаки. Почалися запеклі позиційні бої з підрозділами 19-го гірського корпусу (генерал Фердинанд Шернер). В окремі дні морські піхотинці відбивали до 10 німецьких атак; бойові дії були утруднені характеристикою місцевості — суцільні скелясті сопки з глибокими ущелинами, в яких було неможливо створити оборонні укріплення та вирити окопи. Німецькі сили мали добре підготовані оборонні укріплення, що являли собою взаємопов'язані опорні пункти, кожний з яких був групою дотів та дзотів, котрі містилися на панівних висотах, прикриті кількома рядами дротових огорож, мінних полів й малопомітних перепон та були підготовані до кругової оборони.
1 травня різко погіршуються погодні умови — після сильного дощу значно знижується температура, починається снігопад, котрий перейшов у цілоденну хурделицю з ураганним вітром, що унеможливило будь-яке пересування поза укриттями. Оскільки перед початком операції була тепла погода, морським піхотинцям не було видано теплий одяг та взуття, на плацдарм не було довезено утеплені намети та пічки для нагріву й приготування їжі. Бойові дії червоноармійців були паралізовані, бійці перечікували заметіль в ущелинах та снігових норах, у нечисельних печерах облаштовано госпіталі; через обмороження та застудні захворювання втрати перевищили половину особового складу десанту.
Німецькі сили зуміли скористатися невдачею наступу 14-ї армії на сухопутному відтинку фронту за допомогою наперед підготованої автомобільної сітки; до плацдарму перекидаються резервні частини 2-ї та 6-ї гірсько-піхотних дивізій та частину армійських резервів.
Починаючи з 3 травня німецькі підрозділи починають завдавати ряд ударів по вимотаному радянському десанту та значно їх відтіснили. В бою того дня одна рота 12-ї бригади застрелила до 150 німецьких вояків, втративши вбитими половину особового складу та пораненими 27 осіб.
4 травня відбулися запеклі бої — командир бригади організував контрнаступ на загрожуваній ділянці. Контрнаступ був відбитий, німецькі частини самі організовують атаку, позиції бригади були зім'яті, виникла загроза знищення плацдарму; становище було вирівняне досить вдалим керуванням ходу бою командирами батальйонів та рот, що використали характер місцевості. На шляхах німецького наступу створювалися позиції відсікання та «вогневі мішки», потрапляючи до яких підрозділи противника зазнавали значних втрат; в одному з таких «мішків» був цілком знищений єгерський батальйон.
Одначе площа займаного плацдарму значно скоротилася, втрати особового складу сягали 70 %, майже всі поранені знаходилися в строю, за винятком цілком безпорадних. Задля порятунку решти десанту від цілковитої загибелі, керівництво Північного флоту в штормову погоду 6 травня висаджує на плацдарм 3-й батальйон морської піхоти чисельністю до 600 бійців (в інших джерелах — 2660), також було вивантажено багато теплих наметів, пічок та харчів. Становище відносно стабілізувалося, 7 травня десантники відбили велику німецьку атаку, за підтримки міноносців «Гремящий», «Грозний», «Громкий» та «Сокрушительний». Після того сторони діяли дрібними групами. 9 травня на плацдарм висаджується 9-й лижний батальйон на оленях — 300 бійців на 50 оленячих упряжках — для підвезення набоїв та вивезення поранених.
Через невдачу 14-ї армії в наступальних діях 11 травня Мурманська наступальна операція припиняється, війська переходять до оборони. Перебування десанту на плацдармі через це втрачало будь-який сенс, 13 травня він евакуйований кораблями флоту, вивезені всі поранені, що лишилися в живих, зброя та спорядження.

## Наслідки десантування
Невдалі дії десанту були в першу чергу зумовлені провалом наступу 14-ї армії, по тому десантники почали вимерзати через відсутність теплого спорядження. Вплинула на долю десантованих й відсутність в артилерійській підтримці злагодженості, до першого загону десанту не було включено допоміжні підрозділи — значна кількість бійців замість участі в наступальних діях займалася перенесенням набоїв, розвантаженням кораблів постачання, евакуацією поранених. Хоча кількість кулеметів та мінометів було достатньою, гранат бійцям було видано недостатньо.
Проте німецький наступ було зірвано, фронт під Мурманськом стабілізувався до 1944 року.
Багато радянських снайперів відзначилося в тих боях, так, по донесеннях, снайпер Собранцев застрелив особисто 48 нацистів.
Загалом в операції брало участь 6256 морських піхотинців, 597 вояків з 125-го стрілецького морського полку, 977 — із запасного полку, 503 — з 9-го окремого лижного батальйону. Загинуло в перебігу операції 738, обморожено 331, померло від ран — 857, пропало безвісти 941, «інші втрати» 28 — загалом 2895; пораненими — 2385.
За успішні дії в складі десанту та подальші бої на півострові Середній 12-та бригада морської піхоти нагороджена орденом Червоного прапора.